# Sobralia leucoxantha
Sobralia leucoxantha är en orkidéart som beskrevs av Heinrich Gustav Reichenbach. Sobralia leucoxantha ingår i släktet Sobralia och familjen orkidéer. Inga underarter finns listade i Catalogue of Life.

## Bildgalleri

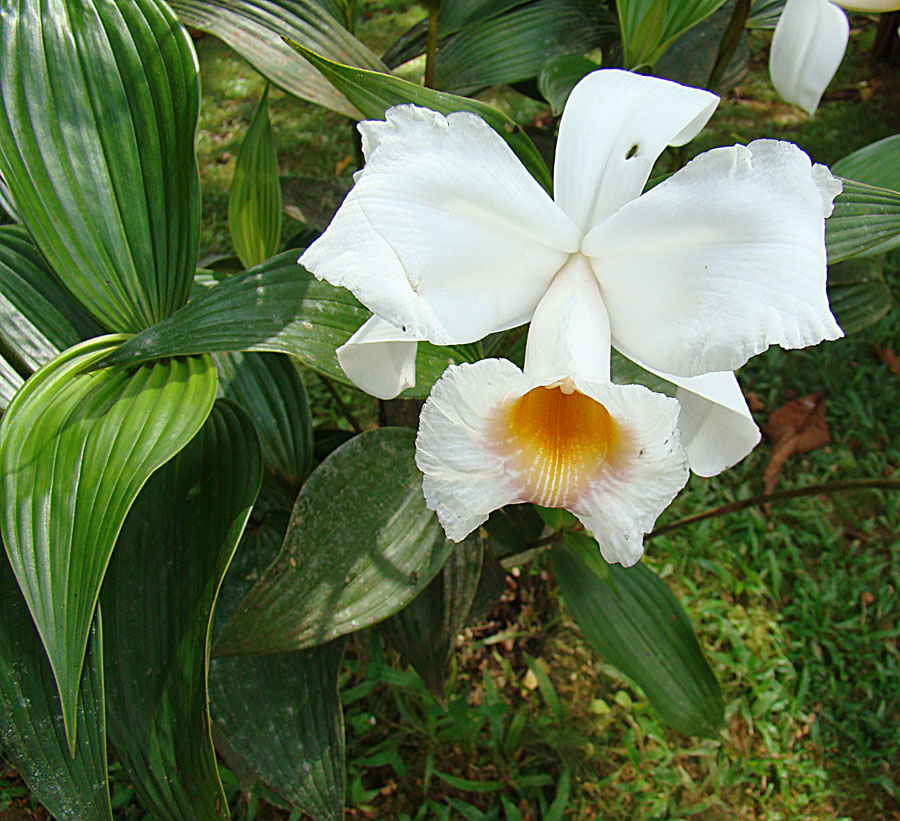